# 北福克鎮區 (阿肯色州巴克斯特縣)
北福克鎮區（英語：North Fork Township）是位於美國阿肯色州巴克斯特縣的一個行政鎮區。

## 地方資料
北福克鎮區的面積為111.50平方千米，當中陸地面積為108.24平方千米，而水域面積為3.26平方千米。根據2010年美國人口普查的數據，當地共有人口1574人，而人口密度為每平方千米14.12人。